# Komarna
Komarna falu Horvátországban, Dubrovnik-Neretva megyében. Közigazgatásilag Slivno községhez tartozik.

## Fekvése
Makarskától légvonalban 56, közúton 78 km-re délkeletre, Pločétől légvonalban 14, közúton 26 km-re délkeletre, községközpontjától légvonalban 6, közúton 13 km-re délre Neretva-folyó deltavidékétől délre, az Adria-parti főút mentén fekszik.

## Története
A török alóli felszabadítás után két hullámban a szomszédos Hercegovinából érkezett horvát ajkú lakosság telepedett le a slivnoi területen. Az első telepesek már 1686-ban megérkeztek és legelőször Opuzen környékét népesítették be. Slivno felszabadítása után népesültek be a slivnoi falvak. A második nagyobb hullám az ún. kis háború (1714-1718) idején érkezett. Már rögtön a felszabadulás után 1689-ben megalapították a slivno ravnoi plébániát. A velencei uralomnak 1797-ben vége szakadt és osztrák csapatok vonultak be Dalmáciába. 1806-ban az osztrákokat legyőző franciák uralma alá került, de Napóleon lipcsei veresége után 1813-ban újra az osztrákoké lett. A településnek 1880-ban 16, 1910-ben 30 lakosa volt. 1918-ban az új szerb-horvát-szlovén állam, majd később Jugoszlávia része lett. A második világháború idején a Független Horvát Állam része volt. A háború után a szocialista Jugoszlávia része lett. A második világháborút követően a Kis-Neretva és a tengerpart mentén több új település is létrejött, miközben a régi, magasabban fekvő települések kiürültek. Komarna lakossága a délszláv háborút követően nőtt meg ugrásszerűen. A településnek 2011-ben már 167 lakosa volt, akik a turizmusból éltek.

## Népesség
| Lakosság változása | Lakosság változása | Lakosság változása | Lakosság változása | Lakosság változása | Lakosság változása | Lakosság változása | Lakosság változása | Lakosság változása | Lakosság változása | Lakosság változása | Lakosság változása | Lakosság változása | Lakosság változása | Lakosság változása | Lakosság változása |
| ------------------ | ------------------ | ------------------ | ------------------ | ------------------ | ------------------ | ------------------ | ------------------ | ------------------ | ------------------ | ------------------ | ------------------ | ------------------ | ------------------ | ------------------ | ------------------ |
| 1857               | 1869               | 1880               | 1890               | 1900               | 1910               | 1921               | 1931               | 1948               | 1953               | 1961               | 1971               | 1981               | 1991               | 2001               | 2011               |
| 0                  | 0                  | 16                 | 30                 | 30                 | 30                 | 0                  | 0                  | 37                 | 41                 | 40                 | 32                 | 20                 | 42                 | 126                | 167                |

(1857-ben, 1869-ben, 1921-ben és 1931-ben lakosságát Slivno Ravnohoz számították. Csak 1991-től számít önálló településnek.)

## Nevezetességei
Osztrák erőd maradványai a település feletti Glavicán.

## Gazdaság
A komarnaiak fő bevételi forrása a turizmus. A településen számos helyi kiskocsma, étterem, kávéház, éjszakai bár és üzlet működik. Autót, kerékpárt, jet skit, motorcsónakot helyben lehet kölcsönözni. A csendes kis település több szép fekvésű stranddal is rendelkezik, szép kilátással a közeli Pelješac-félszigetre.